# Odruch oczno-głowowy
Odruch oczno-głowowy – objaw występujący u osób w śpiączce, u których oczy poruszają się w kierunku odwrotnym do obrotu głowy, utrzymując w ten sposób mniej lub bardziej stałe ustawienie osi gałki ocznej. Jest również nazywany odruchem lalki ze względu na to, że wiele lalek z ruchomymi oczami naśladuje ten odruch. 
Odruch ten jest wykorzystywany w celu ustalenia, czy osoba w śpiączce ma nienaruszoną funkcję pnia mózgu. Zwykle u świadomych osób odruch ten jest tłumiony przez korę mózgu, ale taka kontrola wyższego poziomu jest utracona, gdy pacjent jest w śpiączce. Obecność odruchu oznacza, że korowy wpływ na pień mózgu uległ osłabieniu, ale pień mózgu jest nienaruszony, co doprowadza do wnioskowania, że źródło utraty świadomości leży w półkulach mózgu, a nie w pniu mózgu. Jeśli jednak pacjent jest w śpiączce i odruch nie jest obecny, sugeruje to uszkodzenie pnia mózgu. Przy ustalaniu uszkodzenia mózgu, nieobecność odruchu oczno-głowowego daje bardzo złe rokowanie, prawdopodobnie wskazując na śmierć mózgu. 
Badanie polega na wykonywaniu szybkiego ruchu szyi, i dlatego jest to przeciwwskazane u pacjentów ze znanym lub podejrzewanym urazem rdzenia kręgowego. Może to być także wykorzystywane do oceny pacjentów z zawrotami głowy z powodu patologii przedsionkowej, dostarczając podobnych informacji jak badanie odruchu przedsionkowo-ocznego.
U noworodków do 10 dnia życia, odruch ten jest traktowany jako fizjologiczny i nosi nazwę objawu oczu lalki lub od nazwiska odkrywcy objawu Dandy'ego. Objaw ten występuje również po zniszczeniu obu błędników.